# Йосипівська сільська рада (Новомиргородський район)
Йосипі́вська сільська́ ра́да — орган місцевого самоврядування Новомиргородського району Кіровоградської області. Центр сільської ради — село Йосипівка.
Площа — 47,98 км². Населення — 1 145 чоловік.

## Населені пункти
Сільській раді підпорядковані населені пункти:
- с. Йосипівка
- с. Защита
- с. Кам'януватка
- с. Розлива
- с. Верхнє (Петрівське; зняте з обліку 1985 року)[1]

## Склад ради
Рада складається з 14 депутатів та голови.

### Керівний склад ради
| ПІБ                             | Основні відомості                                                 | Дата обрання | Дата звільнення |
| ------------------------------- | ----------------------------------------------------------------- | ------------ | --------------- |
| Олійник Віктор Анатолійович     | Сільський голова, 1957 року народження, освіта, безпартійний      | 26.03.2006   | 01.10.2008      |
| Снісаренко Валентина Григорівна | Сільський голова, 1975 року народження, освіта                    | 15.03.2009   | 31.10.2010      |
| Снісаренко Валентина Григорівна | Сільський голова, 1975 року народження, освіта вища, позапартійна | 31.10.2010   |                 |

Примітка: таблиця складена за даними джерела

## Населення
Згідно з переписом УРСР 1989 року чисельність наявного населення села становила 1316 осіб, з яких 552 чоловіки та 764 жінки.
За переписом населення України 2001 року в селі мешкало 1145 осіб.

### Мова
Розподіл населення за рідною мовою за даними перепису 2001 року:
| Мова       | Відсоток |
| ---------- | -------- |
| українська | 95,90 %  |
| російська  | 1,92 %   |
| молдовська | 1,48 %   |
| білоруська | 0,52 %   |
| гагаузька  | 0,09 %   |